# Sątopy-Samulewo (stacja kolejowa)
Sątopy-Samulewo – stacja kolejowa we wsi/osadzie Sątopy-Samulewo, w województwie warmińsko-mazurskim, powiecie bartoszyckim, w gminie Bisztynek, w Polsce. Według klasyfikacji PKP ma kategorię dworca lokalnego.
Budynek stacyjny zlokalizowany jest w centrum miejscowości. Jest częściowo zamieszkany. Nieopodal, w kierunku Olsztyna znajduje się zdewastowana i nieużywana wieża ciśnień, a dalej przejazd kolejowo-drogowy w ciągu drogi wojewódzkiej nr 594. To obecnie jedyna stacja kolejowa w gminie. Używa się na niej semaforów kształtowych.

## Ruch pasażerski
| Rok  | Wymiana pasażerska na dobę |
| ---- | -------------------------- |
| 2017 | 150-199                    |
| 2022 | 150-199                    |

## Połączenia
- Olsztyn
- Ełk
- Korsze
- Kętrzyn
- Giżycko

Na stacji zatrzymują się tylko pociągi osobowe. Przejeżdżają przez nią również pociągi kategorii IC.